# العلاقات الماليزية الميانمارية
العلاقات الماليزية الميانمارية هي العلاقات الثنائية التي تجمع بين ماليزيا وميانمار.

## مقارنة بين البلدين
هذه مقارنة عامة ومرجعية للدولتين:
| وجه المقارنة                                              | ماليزيا       | ميانمار          |
| --------------------------------------------------------- | ------------- | ---------------- |
| المساحة (كم2)                                             | 330.29 ألف    | 676.58 ألف       |
| عدد السكان (نسمة)                                         | 31.62 مليون   | 53.37 مليون      |
| الكثافة السكانية (ن./كم²)                                 | 95.73         | 78.88            |
| العاصمة                                                   | كوالالمبور    | نايبيداو، يانغون |
| اللغة الرسمية                                             | لغة ماليزية   | اللغة البورمية   |
| العملة                                                    | رينغيت ماليزي | كيات ميانماري    |
| الناتج المحلي الإجمالي (بليون دولار)                      | 314.50 مليار  | 69.32 مليار      |
| الناتج المحلي الإجمالي (تعادل القوة الشرائية) بليون دولار | 817.43 مليار  | 282.95 مليار     |
| الناتج المحلي الإجمالي الاسمي للفرد دولار أمريكي          | 9.77 ألف      | 1.16 ألف         |
| الناتج المحلي الإجمالي للفرد دولار أمريكي                 | 25.64 ألف     |                  |
| مؤشر التنمية البشرية                                      | 0.779         | 0.536            |
| رمز المكالمات الدولي                                      | +60           | +95              |
| رمز الإنترنت                                              | .my           | .mm              |
| المنطقة الزمنية                                           | ت ع م+08:00   | ت ع م+06:30      |

## منظمات دولية مشتركة
يشترك البلدان في عضوية مجموعة من المنظمات الدولية، منها:
| علم المنظمة | اسم المنظمة                        | تاريخ انضمام ماليزيا | تاريخ انضمام ميانمار |
| ----------- | ---------------------------------- | -------------------- | -------------------- |
|             | مؤسسة التنمية الدولية              | 24 سبتمبر 1960       | 5 نوفمبر 1962        |
|             | المنظمة الهيدروغرافية الدولية      | ?                    | ?                    |
|             | مؤسسة التمويل الدولية              | 20 مارس 1958         | 3 ديسمبر 1956        |
|             | منظمة حظر الأسلحة الكيميائية       | ?                    | ?                    |
|             | يونسكو                             | 16 يونيو 1958        | 27 يونيو 1949        |
|             | الأمم المتحدة                      | 17 سبتمبر 1957       | 19 أبريل 1948        |
|             | أسيان                              | 8 أغسطس 1967         | 23 يوليو 1997        |
|             | الاتحاد الدولي للاتصالات           | 3 فبراير 1958        | 15 سبتمبر 1937       |
|             | منظمة الشرطة الجنائية الدولية      | ?                    | ?                    |
|             | البنك الدولي للإنشاء والتعمير      | 7 مارس 1958          | 3 يناير 1952         |
|             | الاتحاد البريدي العالمي            | ?                    | ?                    |
|             | وكالة ضمان الاستثمار متعدد الأطراف | 6 ديسمبر 1991        | 16 ديسمبر 2013       |
|             | بنك التنمية الآسيوي                | 1966                 | 1973                 |
|             | منظمة التجارة العالمية             | ?                    | ?                    |
|             | منتدى آسيان الإقليمي ‏              | ?                    | ?                    |

## وصلات خارجية
- موقع وزارة الخارجية الماليزية
- موقع وزارة الخارجية الميانمارية